# تریسی مک‌فارلین
تریسی مک‌فارلین (به انگلیسی: Tracey McFarlane) (زادهٔ ۲۰ ژوئیهٔ ۱۹۶۶) شناگر اهل ایالات متحده آمریکا است.